# シャーンドル宮殿
シャーンドル宮殿（ハンガリー語: Sándor-palota）は、ハンガリーのブダペストにある大統領官邸・公邸。
かつてはシャーンドル伯爵家（Sándor család）の邸宅であった。城内周辺はブダペストのドナウ河岸とブダ城地区およびアンドラーシ通りの一部として、世界遺産になっている。

## 歴史
シャーンドル・ヴィンス伯爵が1803年頃に建てたとされているが、詳しくは分からない。国家宰相であったクレメンス・フォン・メッテルニヒ侯爵の娘婿・シャーンドル・モーリツもここで生誕している。1831年には宮殿がシャンドール伯爵家からイタリアのパッラヴィチーニ家の手に渡った。ハンガリー革命時には、アルブレヒト・フォン・エスターライヒ＝テシェンが居住している。
ハンガリー王国首相であったアンドラーシ・ジュラが1867年にパッラヴィチーニ家から購入し、宮殿に居住してから50年に渡って首相官邸として活用された。居住する際に1階を執務室、2階が住居に改装している。
1941年には時の首相だったテレキ・パールはナチズムへの加担を怖れて、この宮殿でピストル自殺を遂げた。1944年のブダペスト包囲戦では、赤軍の爆撃で宮殿全体が破壊された。宮殿内にあった美術品は連合軍に全て没収され、宮殿は廃墟同然と化した。
1989年の東欧革命後に再建が行われ、現在の宮殿は2002年に完成した。同年にオルバーン・ヴィクトル首相が居住する予定だったが、メッジェシ・ペーテルが後任の首相となった為、断念した。しかし、ペーテルも宮殿への居住を拒否したことから、再度首相官邸になることはなかった。
代わりとして大統領であったマードル・フェレンツが2002年1月22日に居住して以降、現在に至るまで大統領官邸として使用されている。

## 写真

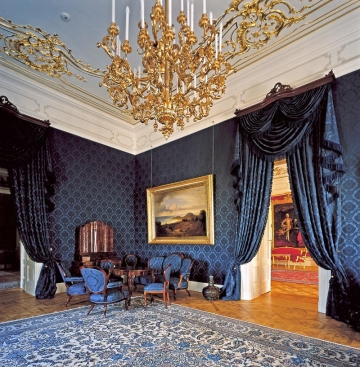
宮殿内部
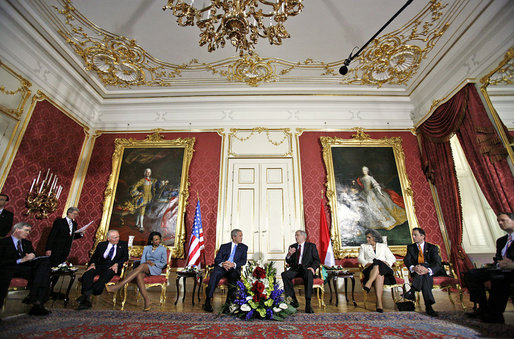
ジョージ・W・ブッシュ大統領（中央左）と対談するショーヨム・ラースロー大統領（中央右）
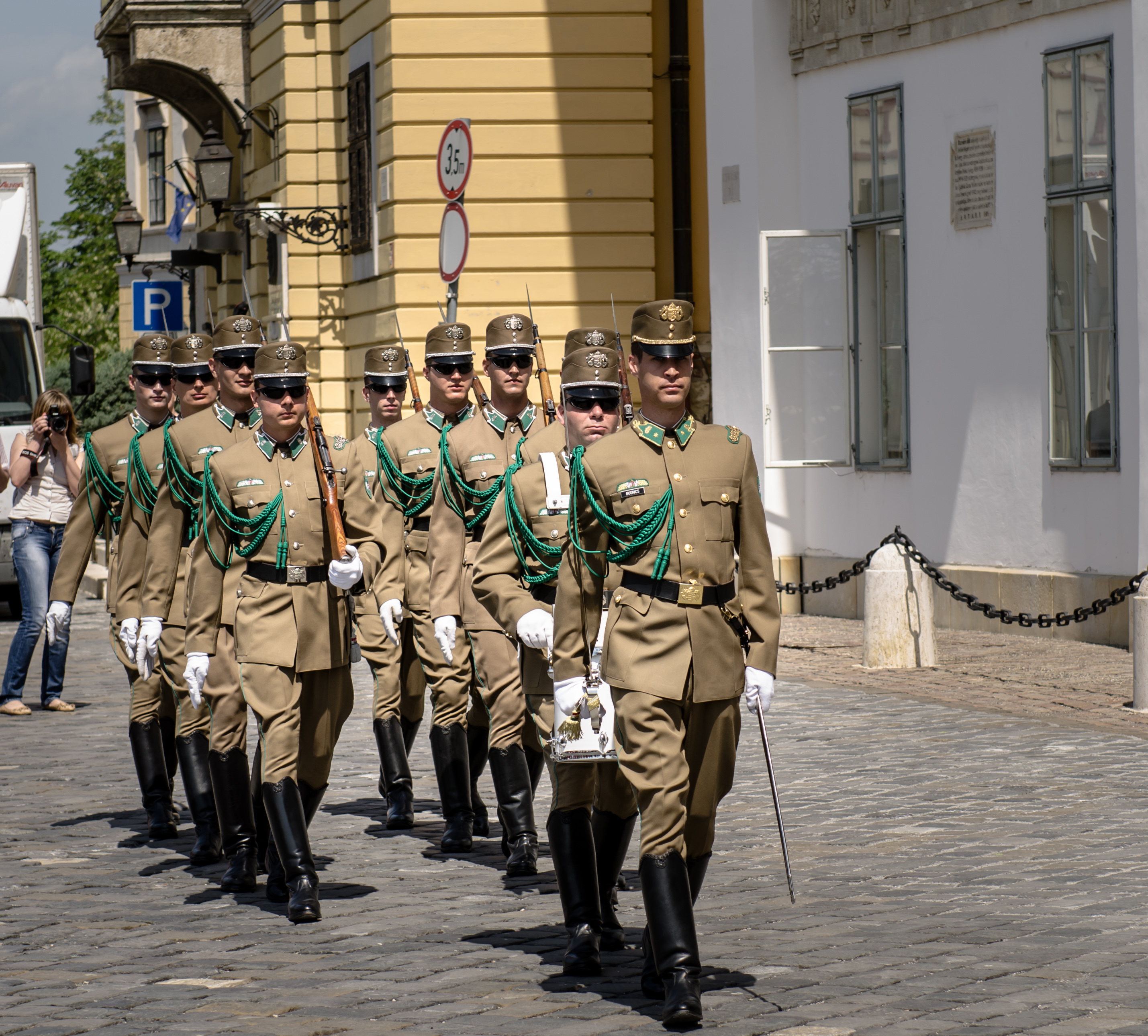
衛兵交代式